# 浅森咲希奈
浅森 咲希奈（あさもり さきな、1995年5月30日 - ）は、日本の女優、女性歌手、元アイドル。広島県出身。愛称は「さきにゃん」「さきな」。

## 来歴
2011年5月16日よりご当地アイドル「Make palette（メイパレ）」を結成して活動をスタート。2012年、インディーズアーティストによる祭典「INDIKET HIROSHIMA'12」ダンス・パフォーマンス部門でグランプリとなり、オーディエンス賞も受賞した。
広島市のサポート校「悠学館」を経て当初は医療関係に進むことを希望し大学を受験したが、慶応義塾大学文学部に入学。
2015年、地元で映画のオーディションに参加し『プレイタイム / praytime』(監督 平波亘)で映画に準主演にて初出演。
2017年、自身初の舞台となる「広島ジャンゴ」(演出 蓬来竜太)に出演。
上記、平波亘監督がENBUゼミナール出身であったことがきっかけとなり、株式会社ENBUゼミナールが主催する映画製作・俳優ワークショップである「CINEMA PROJECT」の第7弾に応募し、映画『カメラを止めるな!』に松浦早希役で出演を果たす。
2018年12月19日から音楽ユニット「THE 夏の魔物」に参加。2019年3月31日、同ユニットの解散に伴い同ユニットでの活動を終了。
2019年、「カメラを止めるな!」のスピンオフ作品『ハリウッド大作戦!』に、引き続き松浦早希役で出演。同作品の主題歌「I love youは言えない」の歌唱も担当した。
2020年3月1日、Instagramのアカウントを開設した。
同年にウェブ公開された短編映画『カメラを止めるな!リモート大作戦!』では、エンドロールダンスの振り付けや一般募集用のダンス練習動画を担当した。
同年10月2日よりPocochaでの配信活動を開始。ライバーとして、晴ライバーオフィス合同会社に所属していたが、2022年時点では退所している。また、InstagramやTwitterでの配信も行った。
2020年10月より草津温泉PRアンバサダーのオーディションに参加し、特別賞を受賞。2021年よりアンバサダーとして活動している（任期は2023年3月まで）。
2022年2月23日、デジタルシングル「流星☆プロミス」を配信リリース。ソロ名義での楽曲配信はこれが初となった。
2022年5月から2023年11月にかけては、ライバーとしてWaVEに所属し、BIGO LIVEでの配信活動を行った。

## 人物
- 愛称は「さきにゃん」「さきな」
- 趣味は「本屋に行くこと」「読書」「ぼーっとすること」「歌」
- 特技は「笑顔を絶やさないこと」「販売」
- 好きな色はオレンジとピンク
- 好きな食べ物はお好み焼き
- 座右の銘は「なるようになる」
- 好きな言葉は「袖振り合うも多生の縁」

## 出演

### 映画
- プレイタイム / praytime（2015年、監督：平波亘） - 雪 役[8][21]
- カメラを止めるな!（2018年6月23日公開[注 2]、ENBUゼミナール/アスミック・エース、監督：上田慎一郎） - 松浦早希 役[7]
- 階段の先には踊り場がある（2022年3月19日、レプロエンタテインメント、監督：木村聡志） - あやちゃん 役[21]

### ウェブドラマ
- カメラを止めるな! スピンオフ ハリウッド大作戦!（2019年3月2日、AbemaTV[注 3]） - 松浦早希 役[15]

### テレビ番組
- 痛快TV スカッとジャパン 第138回「ショートショートスカッと」（2018年8月27日、フジテレビ）[22]
- 恋とか愛とか（仮） Episode41 ｢破壊する女｣（2019年6月6日・6月20日・6月27日・7月4日、広島ホームテレビ） - 主演カナコ 役[23]

### 舞台
- 広島ジャンゴ（2017年2月16日 - 19日、JMSアステールプラザ、演出：蓬来竜太） - エリカ 役[10]

### CM
- MAGROBO / マグロボ（近畿大学工学部・広島キャンパス）（2019年） - 宝生あい 役[24]
- Pococha〜HOME 広島ホームテレビCM〜（2021年）[25]